# Hunehei
Hunehei (Hunanai, Hunahai) ist eine osttimoresische Aldeia im Suco Luculai (Verwaltungsamt Liquiçá, Gemeinde Liquiçá). 2015 lebten in der Aldeia 293 Menschen.

## Geographie
Hunehei bildet den Nordwesten des Sucos Luculai. Südöstlich liegt die Aldeia Metagou und östlich die Aldeia Lebuana. Im Westen grenzt Hunehei an den Suco Dato und im Norden an den Suco Maumeta im Verwaltungsamt Bazartete. Der Fluss Eanaloa folgt der Grenze zu Maumeta, der Gaulara der Grenze zu Dato. Wo sie zusammentreffen, bilden sie den Gularkoo.
Im Südosten liegt das Dorf Hunehei.

## Politik
2023 wurde Celestino Lopes zum Chefe de Aldeia gewählt.